# Wilfredo León
Wilfredo León Venero (Santiago de Cuba, Cuba; 31 de julio de 1993) es un jugador profesional de voleibol cubano nacionalizado polaco que juega como receptor/atacante en la selección polaca y en el Sir Safety Perugia.

## Trayectoria

### Clubes
Crecido en el Capitalinos cubano donde gana dos campeonatos, en 2010 se incorpora a los Orientales de Santiago sumando su tercer título nacional. En 2014 ficha por el Zenit Kazán ruso donde se convierte en uno de los mejores jugadores del mundo logrando ganar cuatro veces el campeonato ruso, 4 copas de Rusia, 4 Champions League (siendo también nombrado mejor jugador de la competición en 2014/15 y 2015/16) y el Campeonato Mundial de Clubes de la FIVB de 2017. ==
En verano de 2018 se hace oficial su fichaje por el Sir Safety Perugia. En su primera temporada con el equipo de Umbría gana la Copa Italia y establece el nuevo récord de ace en una temporada de Regular Season en la historia del campeonato italiano con 94.

### Selección
León ha sido internacional con la selección de Cuba entre 2008 y 2013 consiguiendo ganar dos campeonatos norteamericanos (2009 y 2011), el subcampeonato en el Mundial de Italia 2010 y la medalla de bronce en la Liga Mundial de 2012. Tras dejar Cuba en 2013 rumbo a Rusia, es alejado de la selección según las reglas establecidas por el Gobierno y los dirigentes deportivos de la isla caribeña.
A partir del 24 de junio de 2019 León puede ser convocado por la selección de Polonia, país de su esposa. Debuta con los blanco rojos en el campeonato europeo de Francia, Eslovenia, Bélgica y los Países Bajos 2019, acabando la competición en tercer lugar tras vencer a Francia en la final por el bronce. El mes siguiente se lleva también la medalla de plata en la Copa Mundial.

## Palmarés

### Clubes
- Campeonato de Cuba (3): 2008/09, 2009/10, 2010/11
- Campeonato de Rusia (4): 2014-15, 2015-16, 2016-17, 2017-18
- Copa de Rusia (4) : 2014, 2015, 2016, 2017
- Champions League (4): 2011-12, 2014-15, 2015-16, 2016-17
- Campeonato Mundial de Clubes de la FIVB (1) : 2017
- Copa Italia (1): 2018/19
- Supercopa de Italia (1): 2019